# Gazimağusa (huyện)

Vị trí huyện Gazimağusa ở Bắc Síp.

Gazimağusa là một huyện của Bắc Síp. Nó được chia thành 3 phân huyện gồm: Mağusa, Akdoğan và Geçitkale. Thủ phủ của nó là Famagusta. Quận có dân số 63.603 năm 2006. Kaymakam của huyện là Beran Bertuğ.
Huyện İskele được tách ra từ huyện Gazimağusa.